# Татарские Тюки
Тата́рские Тюки́ (тат. Татар Төкесе) — село в Дрожжановском районе Республики Татарстан, в составе Старокакерлинского сельского поселения.

## География
Село находится на границе с Чувашской Республикой, в 21 километре к северо-западу от села Старое Дрожжаное.

## История
Село известно с 1665–1667 годов, по одной из версий, основана в период Казанского ханства.
В XVIII — первой половине XIX веков жители относились к категории государственных крестьян. Занимались земледелием, разведением скота, выполняли лашманскую повинность, было распространено отходничество на сезонные сельскохозяйственные работы.
Вблизи села в 1760–1770-х годах был построен и действовал железоделательный завод, производил выковку железа из руды, производительность составляла менее 1 тыс. пудов в год. Закрылся из-за нерентабельности.
В «Списке населенных мест по сведениям 1859 года», изданном в 1863 году, населённый пункт упомянут как лашманская деревня Татарские Тюки 1-го стана Буинского уезда Симбирской губернии. Располагалась при вершине речки Абамзы, по правую сторону коммерческого тракта из Буинска в Алатырь, в 55 верстах от уездного города Буинска и в 29 верстах от становой квартиры во владельческой деревне Малая Цыльна. В деревне в 25 дворах жили 330 человек (155 мужчин и 175 женщин). Была мечеть.
В 1931 году в деревне организован колхоз «Барыш», с 2013 года – ООО «Ак Барс Дрожжаное».
В начале XX века в селе имелись мечеть, медресе, 5 торгово-промышленных заведений. В этот период земельный надел сельской общины составлял 839,7 десятины.
До 1920 года село входило в Мочалеевскую волость Буинского уезда Симбирской губернии. С 1920 года в составе Буинского кантона ТАССР. С 10 августа 1930 года в Дрожжановском, с 1 февраля 1963 года в Буинском, с 30 декабря 1966 года в Дрожжановском районах.

## Население
| 1859 | 1897  | 1913  | 1920  | 1926  | 1938  | 1949  | 1958  | 1970  | 1979  | 1989  | 2002  | 2008  | 2010  | 2018  |
| ---- | ----- | ----- | ----- | ----- | ----- | ----- | ----- | ----- | ----- | ----- | ----- | ----- | ----- | ----- |
| 330  | 547 ↗ | 872 ↗ | 740 ↘ | 797 ↗ | 827 ↗ | 844 ↗ | 856 ↗ | 891 ↗ | 686 ↘ | 363 ↘ | 255 ↘ | 204 ↘ | 200 ↘ | 144 ↘ |

Национальный состав села - татары.

## Экономика
Овцеводство.

## Социальная инфраструктура
Клуб, библиотека, фельдшерско-акушерский пункт.

## Религиозные объекты
Мечеть.